# Marian Wilczyński (piłkarz)
Marian Wilczyński (ur. 14 kwietnia 1941 we Wrześni, zm. 4 marca 2008 w Czeladzi) – polski piłkarz występujący na pozycji bramkarza.
Wychowanek Zjednoczonych Września, ponadto gracz m.in. Lecha Poznań i Łódzkiego Klubu Sportowego, w barwach których rozegrał w sumie ponad 100 spotkań w ekstraklasie.